# Gotthold Hasenhüttl
Gotthold Nathan Ambrosius Hasenhüttl (* 2. prosince 1933) je německý teolog a suspendovaný římskokatolický kněz, známý také jako kritik své církve. Teologicky vychází ze vztahově-dialogického paradigmatu a inspiruje se idejemi existencialismu 20. století. Suspendován z kněžského úřadu byl poté, co během Ekumenického církevního sjezdu roku 2003 uspořádal bohoslužbu, při níž pozval k účasti na eucharistii i členy jiných konfesí.

## Život
Základní školu a gymnázium navštěvoval v rodném Štýrském Hradci. Poté studoval teologii a filozofii nejdříve na tamní univerzitě, poté na římské univerzitě Gregoriana. Zde získal roku 1956 licenciát z filosofie a roku 1960 z teologie. Roku 1959 byl v Římě vysvěcen na kněze. Roku 1962 získal doktorát teologie a poté působil dva roky ve Štýrsku jako kaplan.
Roku 1964 nastoupil jako asistent na univerzitu v Tübingenu a zde se habilitoval (1969). Doktorát filosofie získal r. 1972 na základě práce o ideji Boha u Sartra. Od roku 1974 až do svého odchodu na odpočinek r. 2002 byl profesorem katolické systematické teologie na filosofické fakultě Sárské university.
Během Ekumenického církevního sjezdu roku 2003 v Berlíně slavil Hasenhüttl v evangelickém Getsemanském kostele takzvanou „bohoslužbu s večeří Páně podle katolického ritu“, při níž výslovně pozval k přijímání i nekatolíky. Bohoslužbu společně připravili ekumenická síť Iniciativa církev zdola, hnutí My jsme církev a evangelická farnost Prenzlauer Berg-Nord. Účastnilo se jí asi 2000 lidí, nebyla však oficiální součástí programu sjezdu.
Trevírský biskup Reinhard Marx Hasenhüttla kvůli této události 17. července 2003 suspendoval z kněžského úřadu a pohrozil mu odnětím církevního povolení učit, pokud bude dál vzdorovat. Hasenhüttl reagoval obviněním, že biskupové požadují „eichmannovskou poslušnost“.[zdroj?] Postoj katolické církve k večeři Páně „jako evangelický křesťan“ v této souvislosti kritizoval i tehdejší spolkový prezident Rau.
Hasenhüttl se proti suspenzi bránil cestou církevního práva, ale v poslední instanci byl jeho trest 12. listopadu 2004 potvrzen Kongregací pro nauku víry, která navíc kritizovala „některé neudržitelné teologické názory […], jež jsou v odvolání výslovně obsaženy nebo se implicitně předpokládají“ a které podle názoru kongregace Hasenhüttlovo chování nejen neospravedlňují, ale naopak mu „v zásadě z naukových důvodů“ ještě přitěžují. Biskup Marx navíc 2. ledna 2006 Hasenhüttlovi odebral i církevní povolení vyučovat.

## Teologie
Hasenhüttl chápe Boha povýtce jako událost lásky v mezilidském kontextu a požaduje změnu paradigmatu od juristického k charismatickému. Také podle něho „Ježíš sám nezaložil žádnou církev. Proto jí nedal a fortiori žádnou institucionální strukturu; hierarchický princip nemá s podstatou církve nic společného.“
Hasenhüttlovy teologické názory kritizoval pozdější kardinál Leo Scheffczyk a poté také Joseph Ratzinger, pozdější papež Benedikt XVI. Kongregace pro nauku víry uvedla, že Hasenhüttl zastává „mylné a neudržitelné teologické názory“ a interpretuje katolickou nauku „nevhodným a scestným způsobem“.

## Dílo
- Charisma. Ordnungsprinzip der Kirche. Freiburg u.a. 1969.
- Gott ohne Gott. Ein Dialog mit J.-P. Sartre. Graz 1972.
- Kritische Dogmatik. Graz 1979.
- Glaube ohne Mythos. 2 Bände. Mainz 2001.
  - Band 1: Offenbarung, Jesus Christus, Gott.
  - Band 2: Mensch, Glaubensgemeinschaft, Symbolhandlungen, Zukunft.
- Ökumenische Gastfreundschaft. Ein Tabu wird gebrochen. Stuttgart 2006.